# Topały
Topały (ukr. Топали) – wieś na Ukrainie, w obwodzie odeskim, w rejonie podolskim, w hromadzie Okny, nad Trostianciem. W 2001 roku liczyła 1224 mieszkańców.